# St James's Square
St James's Square est une place de Londres, située dans le quartier de St James's, district de Westminster.

## Situation et accès

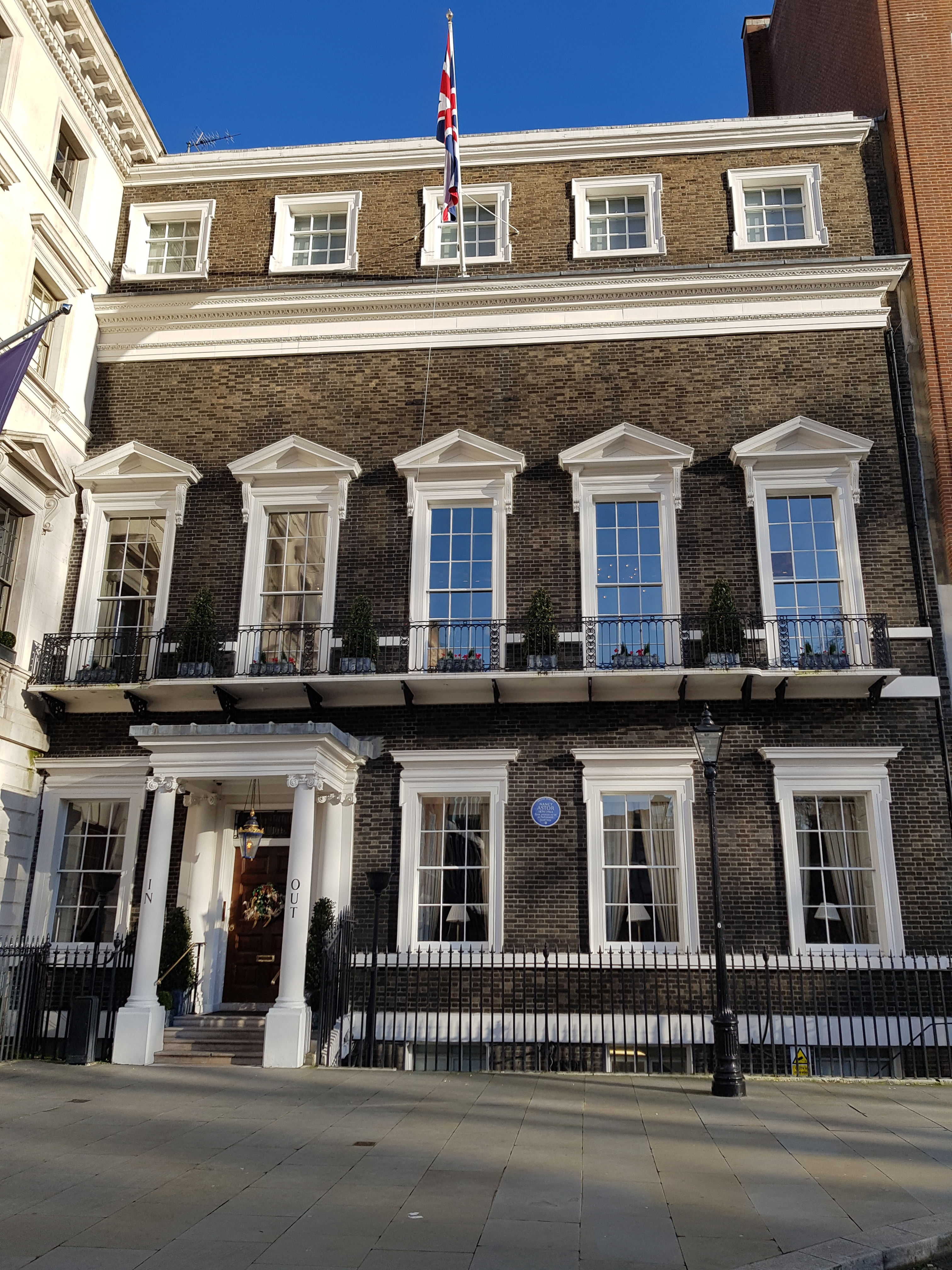
No 4.

De forme carrée, cette place est la seule du quartier St James's. Trois rues permettent d’y accéder : King Street, Duke of York Street et Charles II Street.
On trouve au milieu de la place une statue équestre de William III d’Angleterre.
La station de métro la plus proche est Piccadilly Circus, desservie par les lignes  Bakerloo  Piccadilly.

## Origine du nom
La place doit son nom à l’hôpital St James, hôpital de lépreux qui occupait au Moyen Age l’actuel site du St James's Palace .

## Historique

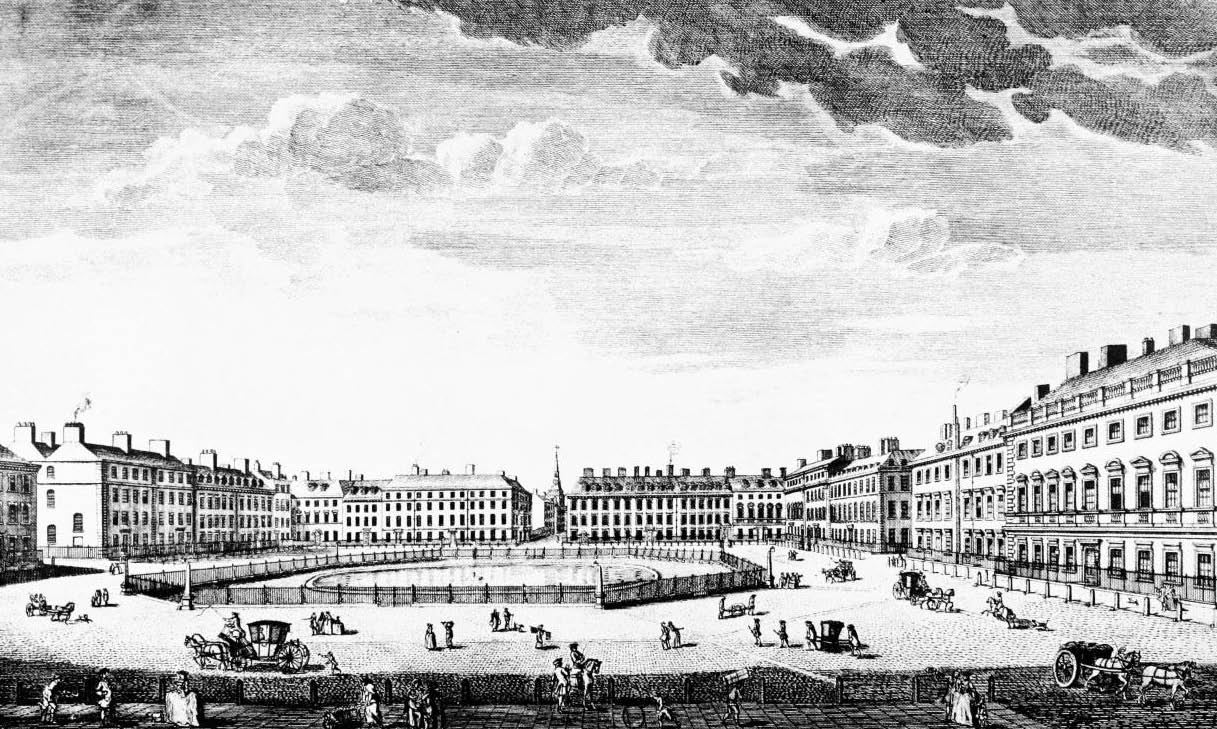
Le square vers 1752.

À l’origine, la place constitue une adresse prestigieuse, recherchée dans les milieux aristocratiques. La proximité du palais de St James n'est pas pour peu dans l'engouement de l'aristocratie pour l'endroit. En 1720, pas moins de six ducs ainsi que sept comtes, une comtesse, un baron et un baronnet y ont leur résidence.
Depuis la Seconde Guerre mondiale, il s'y trouve surtout les sièges sociaux d’entreprises renommées.
Le 17 avril 1984, une jeune policière, Yvonne Fletcher, est abattue par un tir venu de l’ambassade de Libye, alors située au no 5 du square, alors qu’elle encadrait une manifestation d’opposants libyens,. Le 1er février 1985, un mémorial est inauguré à l’endroit où elle est tombée.

## Bâtiments remarquables et lieux de mémoire

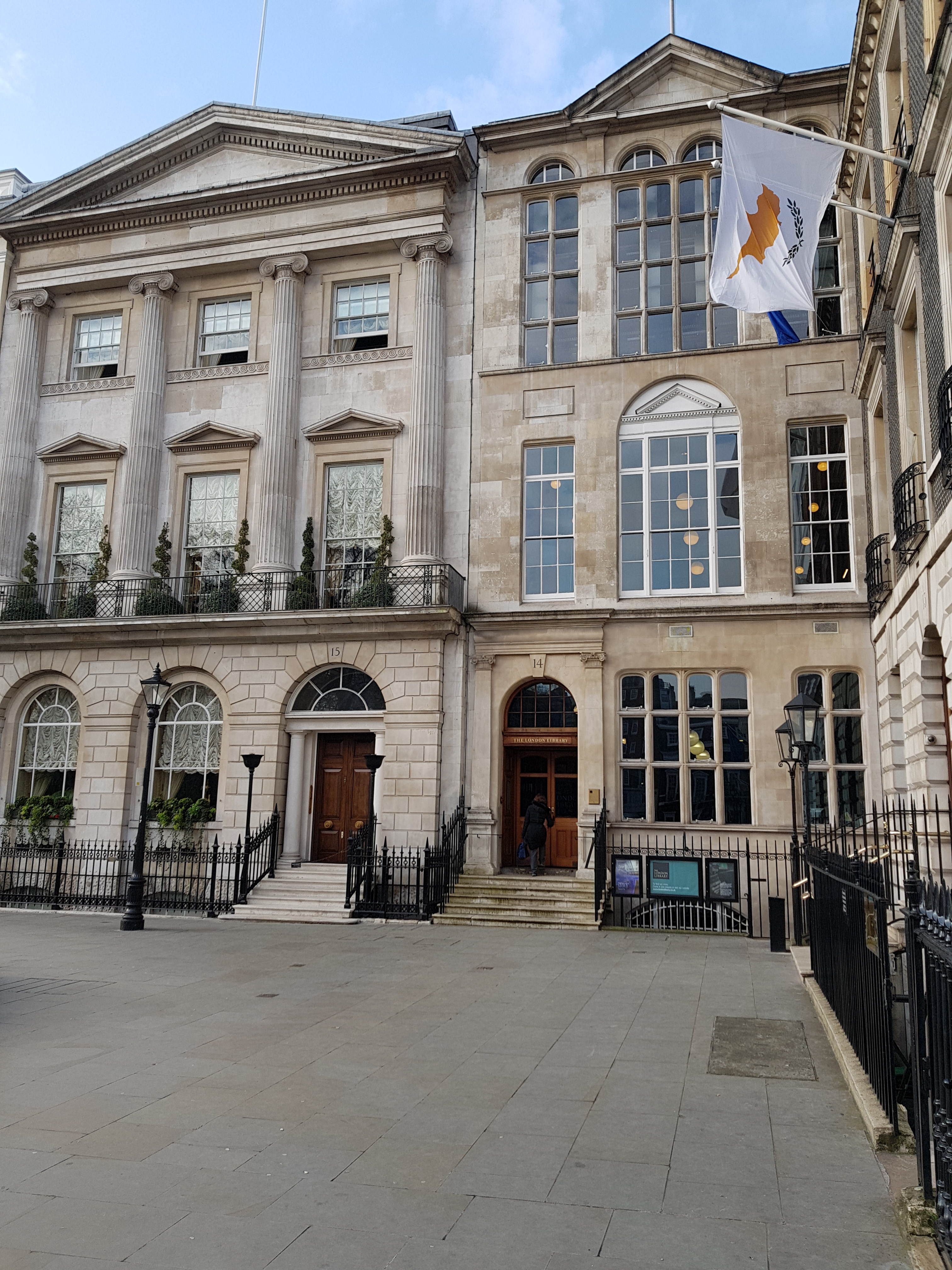
No 14 et no 15 St James's Square. À droite, au no 14, se trouve, depuis 1845, la "London Library".

- No 4 : construit en 1726-1728 par l'architecte Edward Shepherd. Nancy Astor (1879-1964), première femme à siéger au Parlement, a vécu à cette adresse, comme en témoigne un macaron en façade.
- No 5 : construit en 1748-1749 ; ancienne ambassade de Libye ; abrite aujourd’hui des bureaux.
- No 7 : construit en 1911.
- No 7 : construit en 1939.
- No 12 : construit en 1836 ; anciennement : maison d’Augusta Lovelace (1815-1852), pionnière de l’informatique.
- No 14 : bibliothèque de prêt, l’une des plus anciennes de Londres[5] ; la London Library occupe les lieux depuis 1845.
- No 15 : construit en 1764-1766 ; le balcon est ajouté en 1791 ; on y trouve aujourd’hui des bureaux.
- No 33 : construit en 1770-1772.